# Арон Свигилиски, Диана Фрида
Диана Фрида Арон Свигилиски (исп. Diana Frida Arón Svigilisky, 15 февраля 1950 — 18 ноября 1974) — чилийская журналистка и революционерка, член редакции информационного издания Левого революционного движения.

## Биография
Училась в Еврейском институте и Католическом университете Чили. Параллельно с изучением в последнем журналистики проходила практику на Канале 13. Окончив университет, работала репортёром в журнале «Onda», выходившем в государственном издательстве «Киманту» (Editora Nacional Quimantú), основанном правительством «Народного единства» Сальвадора Альенде. Была активисткой Левого революционного движения, входила в редколлегию его органа «El Rebelde».
После военного переворота в Чили вынуждена была уйти в подполье. 18 ноября 1974 года арестована агентами Управления национальной разведки и доставлена в Вилья Гримальди, где была подвергнута пыткам Мигелем Красновым. После этого «пропала без вести». Впоследствии за её гибель были осуждены Краснов, руководитель бригады ДИНА Марсельо Морен Брито и агент Освальдо Ромо.